# 389
389 (CCCLXXXIX) var ett normalår som började en måndag i den julianska kalendern.

## Händelser

### Okänt datum
- Alla hedniska byggnader i Alexandria, inklusive biblioteket, förstörs på order av Theodosius.
- Theodosius I förbjuder dyrkan av gudinnan Vesta under förföljelserna av hedningarna.

## Födda
- Geiserik, kung över vandalerna och alanerna (född omkring detta år)

## Avlidna
- 25 januari – Gregorius Nazianzus, teolog och patriark av Konstantinopel (född 329)